# France Groene
France Groene (* um 1941) ist eine französische Badmintonspielerin. Christine Groene ist ihre Schwester.

## Karriere
France Groene siegte 1960 bei den französischen Juniorenmeisterschaften im Dameneinzel. Im Folgejahr gewann sie den Titel im Damendoppel bei den Erwachsenen gemeinsam mit Jacqueline Robert. 1962 wurde sie nationale Meisterin im Dameneinzel.

## Sportliche Erfolge
| Saison    | Veranstaltung                      | Disziplin   | Platz | Name                              |
| --------- | ---------------------------------- | ----------- | ----- | --------------------------------- |
| 1959/1960 | Französische Juniorenmeisterschaft | Dameneinzel | 1     | France Groene                     |
| 1960/1961 | Französische Meisterschaft         | Damendoppel | 1     | France Groene / Jacqueline Robert |
| 1961/1962 | Französische Meisterschaft         | Dameneinzel | 1     | France Groene                     |